# ズームエンタープライズ
株式会社ズームエンタープライズは、東京都港区に本社を持つテレビ番組の制作会社。

## 会社概要
2001年1月に設立。テレビ番組制作をはじめとした様々なジャンルの仕事を行っている。

## 主な制作番組
- フジテレビ

「めざましテレビ」「めざましどようび」「土曜プレミアム」「Mr.サンデー」
「ディノスのショッピング いいものα」
- 日本テレビ

「NNN Newsリアルタイム」「スッキリ!!」
- テレビ東京

「日経スペシャル カンブリア宮殿」
- フジテレビ721+739

「東京五つ星の手みやげ」
- 映画

「僕は妹に恋をする」　等